# GNR-Klasse J13
Die Klasse J13 der Great Northern Railway (GNR), die nach 1923 zur Klasse J52 der London and North Eastern Railway (LNER) umgezeichnet wurde, ist eine Baureihe von Dreikuppler-Satteltank-Tenderlokomotiven, die im Rangierdienst eingesetzt wurden. Sie wurde von Henry Ivatt entworfen und 1897 eingeführt. Die Lokomotiven blieben bis Anfang der 1960er Jahre im Dienst. Eine Lokomotive ist im National Railway Museum in York erhalten geblieben.

## Geschichte

### GNR
Die Klasse J13 basiert auf der älteren Klasse J14, die 1868 von Patrick Stirling entwickelt worden war. Ivatt, der Nachfolger von Sterling, stattete die Lokomotive mit einem größeren Kessel aus, der im Unterschied zum Kessel der J14 einen Dampfdom trug. Zudem wurde das Führerhaus vergrößert und mit einem Dach versehen. Die ersten zehn Lokomotiven wurden von den Werkstätten in Doncaster gebaut; weitere Lieferungen erfolgten von der Robert Stephenson and Company aus Newcastle upon Tyne, die zehn Lokomotiven baute, sowie von Sharp, Stewart and Company aus Glasgow, die 25 Lokomotiven baute. Zwischen 1901 und 1909 bauten die Werkstätte in Doncaster weitere 40 Lokomotiven. Die letzten 20 wurden mit einem vergrößerten Kohlenkasten geliefert.
Die meisten J13 waren sechs Depots in der Nähe von großen Rangierbahnhöfe zugeteilt: King’s Cross und Hornsey in London, New England bei Peterborough, Doncaster, Ardsley bei Leeds und Bradford. Ab 1922 wurden die leistungsschwächeren Lokomotiven der Klasse J14 mit neuen Kesseln ausgestattet und somit zu J13 umgebaut. 

### LNER und BR
1923 wurde die GNR in die LNER integriert, wobei die Lokomotiven der Klasse J13 zur Klasse J52 umgezeichnet wurden, während die leistungsschwächeren Vorgänger zur Klasse J53 wurden. Der Umbau von Lokomotiven der Klasse J53 in die Klasse J52 wurde von der LNER fortgesetzt, sodass die letzte J53 im November 1923 umgebaut wurde. Ab 1940 wurden die aus der Klasse J53 umgebauten Lokomotiven in die Unterklasse J52/1 eingeteilt, während die ab Werk als Klasse J13 gelieferten Lokomotiven der Unterklasse J52/2 zugewiesen wurden.
Nach Ablieferung weiterer durch die LNER beschafften Lokomotiven der Klasse J50 in den 1920er Jahren wurden die J52-Lokomotiven aus West Yorkshire abgezogen. Die Klasse J50, eine gegenüber der J52 leistungsstärkere C-Tenderlokomotive, wurde von Nigel Gresley bei der GNR als Klasse J23 entwickelt. In London blieben die Lokomotiven der Klasse J52 weiterhin im Einsatz. Neben dem Rangierdienst in King’s Cross und Ferme Park bei Hornsey wurden sie auch vor Transfergüterzügen eingesetzt, die zwischen den Rangierbahnhöfen Londons verkehrten. Sie waren somit auch im Rangierbahnhof Temple Mills in er Nähe von Stratford und südlich der Themse in den Rangierbahnhöfen der Southern Railway (SR), wie beispielsweise in Hither Green, anzutreffen. Trotz fehlender Abdampfkondensierung wurden sie auch auf der Widened Lines eingesetzt.
Die Ausmusterung begann aber bereits 1936, wurde jedoch 1939 aufgrund des Kriegsausbruchs vorübergehend eingestellt. British Railways übernahm 132 Lokomotiven, die hauptsächlich im Rangierdienst eingesetzt wurden, sowie eine Lokomotive, die im innerbetrieblichen Rangierdienst in den Werkstätten von Doncaster tätig war. Diese Lokomotive trug als Dienstfahrzeug die Nummer 2, wobei zwei verschiedene Lokomotiven diese Nummer hatten: die erste war die ehemalige 68816, die zweite die 68858.
Die Ausmusterung wurde in den späten 1950er Jahren wieder aufgenommen, da die Lokomotiven zunehmend durch Diesellokomotiven ersetzt wurden. Die letzte J52 wurde 1961 ausgemustert.

### Erhaltene Lokomotive
W.G. Smith, auch bekannt als Bill, war Hauptmann der Freiwilligenreserve der Royal Navy und wollte sicherstellen, dass eine Lokomotive aus seinen Kindheitserinnerungen erhalten bleibt. Er wandte sich an die British Railway und kaufte die Lokomotive mit der ehemaligen GNR-Nummer 1247, die im Depot King’s Cross im innerbetrieblichen Rangierdienst eingesetzt war und vom Personal als Old Lady ‚alte Dame‘ bezeichnet wurde. 
Im Mai 1959 wurde Bill somit der erste private Besitzer einer Lokomotive, die zuvor der British Railways gehörte. Er durfte die Old Lady noch drei Jahre auf dem Streckennetz der British Railways fahren, bevor 1962 private Dampfzüge auf dem Streckennetz der BR verboten wurden. Anschließend wurde die Lokomotive auf verschiedenen Museumsbahnen eingesetzt, bevor sie aufgrund seines Alters von Bill dem National Railway Museum in York geschenkt wurde. Die Lokomotive ist derzeit als statisches Ausstellungsstück im Museum zu sehen.  

## Technik
Die Lokomotive verfügte über ein Innentriebwerk mit zwei Zylindern, das auf die mittlere Kuppelachse arbeitete und mit einer Stephenson-Steuerung sowie Flachschiebern ausgestattet war. Der Wasservorrat wurde in einem Satteltank mit einem Fassungsvermögen von 5 Kubikmetern mitgeführt. Die Klasse J13 entsprach Klasse J14, abgesehen von den größeren Kessel mit Dampfdom. Zwar hatte der Kessel der J13 mit 3200 mm die gleiche Länge wie der der J14, besaß jedoch einen vergrößerten Durchmesser von 1345 mm.
Während ihrer Betriebszeit erfuhren die Lokomotiven nur wenige Änderungen. Die federbelasteten Ramsbottom-Sicherheitsventile wurden durch Ross-Pop-Sicherheitsventile ersetzt. Die Lokomotive Nr. 1260 erhielt 1936 einen Stoker, der jedoch nach zwei Jahren wieder ausgebaut wurde, ohne dass die Lokomotive in der Zwischenzeit im kommerziellen Dienst eingesetzt worden war.